# Lorenzo in concerto per Jovanotti e Orchestra
Lorenzo in concerto per Jovanotti e Orchestra è il diciannovesimo album discografico del cantante italiano Jovanotti pubblicato il 6 marzo 2012.

## Il disco
Il disco pubblicato con la rivista TV Sorrisi e Canzoni è stato registrato il 3 settembre 2011 al Teatro Antico di Taormina, una tappa del Lorenzo Live - Ora in Tour 2011-2012 insieme all'Orchestra Roma Sinfonietta diretta da Paolo Buonvino.
Nella versione di iTunes è disponibile anche un video-documentario di 40 minuti diretto da Nicolò Cerioni.

## Tracce
1. Bella
2. Serenata rap
3. Ora
4. L'elemento umano
5. Temporale
6. Dove ho visto te
7. Piove
8. La linea d'ombra
9. Le tasche piene di sassi
10. A te
11. Io ti cercherò
12. Per me
13. Un'illusione
14. Stella cometa
15. Innamorato (Studio Recording)